# Чемпион (фильм, 1931)
«Чемпион» (англ. The Champ) — спортивная драма 1931 года. Две премии «Оскар».

## Сюжет
История о взаимоотношениях между Энди Перселлом, бывшим боксёром-чемпионом, и его сыном Динком.

## В ролях
- Уоллес Бири — Энди Перселл
- Джеки Купер — Динк Перселл
- Айрин Рич — Линда Карлтон
- Марша Мэй Джонс — Мари Лу

## Награды и номинации
В 1932 году фильм получил две премии «Оскар»:
- Лучшая мужская роль — Уоллес Бири
- Лучший сценарий — Фрэнсис Марион

Кроме того номинировался на получение премии ещё в двух категориях:
- Лучший фильм
- Лучшая режиссура — Кинг Видор